# 米特亞納區
米特亞納區是非洲中部國家烏干達的111個區之一，由中部區負責管轄，首府是米特亞納，距離首都坎帕拉77公里，主要的經濟產業是農業，2010年人口估計為354,000。
00°27′N 32°03′E / 0.450°N 32.050°E